# Shirley Walker
Shirley Anne Walker (geboren: Rogers) (Napa, 10 april 1945 - Reno, 29 november 2006) was een Amerikaanse componiste en dirigent van voornamelijk filmmuziek.
Walker was een van de eerste en weinige vrouwelijke componisten uit Hollywood met het schrijven van muziek voor films en televisieseries. Ze schreef de muziek volledig met de hand. Ook nam ze altijd zelf de orkestratie en de leiding van het symfonieorkest voor haar rekening. Tijdens haar middelbareschooltijd was ze een van solo-pianisten bij het San Francisco Symphony Orchestra. Ze ging studeren aan de San Francisco State University. Walker begon haar carrière met het componeren van een aantal jingles voor filmcommercials. In 1979 werd ze ingehuurd als toetsenist op de synthesizer voor de muziek van de film Apocalypse Now. Haar grote doorbraak als filmcomponist was in 1992 met de film Memoirs of an Invisible Man van John Carpenter, een van de weinige werken die Carpenter alleen regisseerde. In 1996 had ze weer een samenwerking met Carpenter, waarvan ditmaal ook met de muziek voor de film Escape from L.A.. Ook was ze veel actief met het schrijven van de muziek voor DC Comics animatieseries, waarmee ze ook twee Emmy Awards won (Batman: The Animated Series in 1996 en Batman of the Future in 2001). Als dirigent was ze ook actief op werken van andere filmcomponisten waaronder Brad Fiedel, Danny Elfman en Hans Zimmer. Ook was ze lid van Media Ventures (vanaf 2003: Remote Control Productions).
Walker overleed op 61-jarige leeftijd, als gevolg van complicaties van een beroerte van twee weken eerder.

## Filmografie
- 1982: The End of August
- 1983: Touched
- 1984: The Dungeonmaster (met Richard Band)
- 1984: Ghoulies (met Richard Band)
- 1990: Strike It Rich
- 1990: Chicago Joe and the Showgirl (met Hans Zimmer)
- 1991: Born to Ride
- 1992: Memoirs of an Invisible Man
- 1992: Flash III: Deadly Nightshade
- 1993: Batman: Mask of the Phantasm
- 1996: Escape from L.A. (met John Carpenter)
- 1997: Todd McFarlane's Spawn
- 1997: Turbulence
- 2000: Final Destination
- 2002: Ritual
- 2003: Final Destination 2
- 2003: Willard
- 2006: Final Destination 3
- 2006: Black Christmas

## Overige producties

### Televisiefilms
- 1986: Fluppy Dogs
- 1992: Majority Rule
- 1994: The Haunting of Seacliff Inn
- 1995: The Adventures of Captain Zoom in Outer Space
- 1996: It Came from Outer Space II
- 1996: The Crying Child
- 1997: Asterold
- 1997: The Love Bug
- 1997: The Notorious 7
- 1998: Baby Monitor: Sound of Fear
- 1998: The Garbage Picking Feild Goal Kicking Philadelphia Phenomenon
- 2002: Disappearance

### Televisieseries
- 1980: Lou Grant
- 1984: Falcon Crest (1984 - 1989)
- 1986: Cagney & Lacey
- 1989: China Beach (1989 -1990)
- 1990: The Flash (1990 - 1991)
- 1992: Batman: The Animated Series (1992 - 1995)
- 1994: Viper
- 1995: Space: Above and Beyond (1995 -1996)
- 1997: Spawn (1997 -1998)
- 1997: The New Batman Adventures (1997 - 1999)
- 1997: Superman: The Animated Series (1997 -2000)
- 1999: Batman of the Future (alternatieve titel: Batman Beyond) (1999 - 2001)
- 2000: The Others

### Dirigent
Een selectie van werken van andere componisten waaraan ze ook heeft bijgedragen als dirigent.
- 1986: Children of a Lesser God
- 1988: The Accused
- 1988: Scrooged
- 1989: Batman
- 1989: Black Rain
- 1989: National Lampoon's Christmas Vacation
- 1990: Teenage Mutant Ninja Turtles
- 1990: Bird on a Wire
- 1990: Dick Tracy
- 1990: Days of Thunder
- 1990: Arachnophobia
- 1990: Darkman
- 1990: Pacific Heights
- 1990: Child's Play 2
- 1990: Edward Scissorhands
- 1991: Backdraft
- 1992: A League of Their Own
- 1992: Toys
- 1993: The Real McCoy
- 1993: Striking Distance
- 1994: Renaissance Man
- 1994: True Lies
- 1995: A Goofy Movie
- 1995: Johnny Mnemonic
- 1996: Fear

## Prijzen en nominaties

### Emmy Awards
| Jaar | Titel                                                     | Categorie                                                                | Uitslag     |
| ---- | --------------------------------------------------------- | ------------------------------------------------------------------------ | ----------- |
| 1993 | Batman: The Animated Series                               | Beste leiding en compositie, voor afl. "Feat of Claÿ, part 2"            | Genomineerd |
| 1995 | Batman: The Animated Series                               | Beste leiding en compositie                                              | Genomineerd |
| 1996 | Batman: The Animated Series                               | Beste leiding en compositie, voor afl. "A Bullit For Bullock"            | Gewonnen    |
| 1996 | Space: Above and Beyond                                   | Beste compositie voor een televisieserie, voor afl. "The River of Stars" | Genomineerd |
| 1998 | The New Batman Adventures & Superman: The Animated Series | Beste leiding en compositie                                              | Genomineerd |
| 1999 | The New Batman Adventures                                 | Beste leiding en compositie, voor afl. "Legend of the Dark Knight"       | Genomineerd |
| 2000 | Batman of the Future                                      | Beste leiding en compositie                                              | Genomineerd |
| 2001 | Batman of the Future                                      | Beste leiding en compositie                                              | Gewonnen    |
| 2002 | The Zeta Project                                          | Beste prestatie, leiding en compositie                                   | Genomineerd |